# Nana Kitade
Nana Kitade (北出 菜奈?, Kitade Nana; Sapporo, 2 marzo 1987) è una cantante e idol giapponese.
È nota per il suo stile da Gothic Lolita. Sotto contratto per la Sony Music, le sue canzoni sono state utilizzate in molti anime, dorama, programmi televisivi e film.

## Biografia

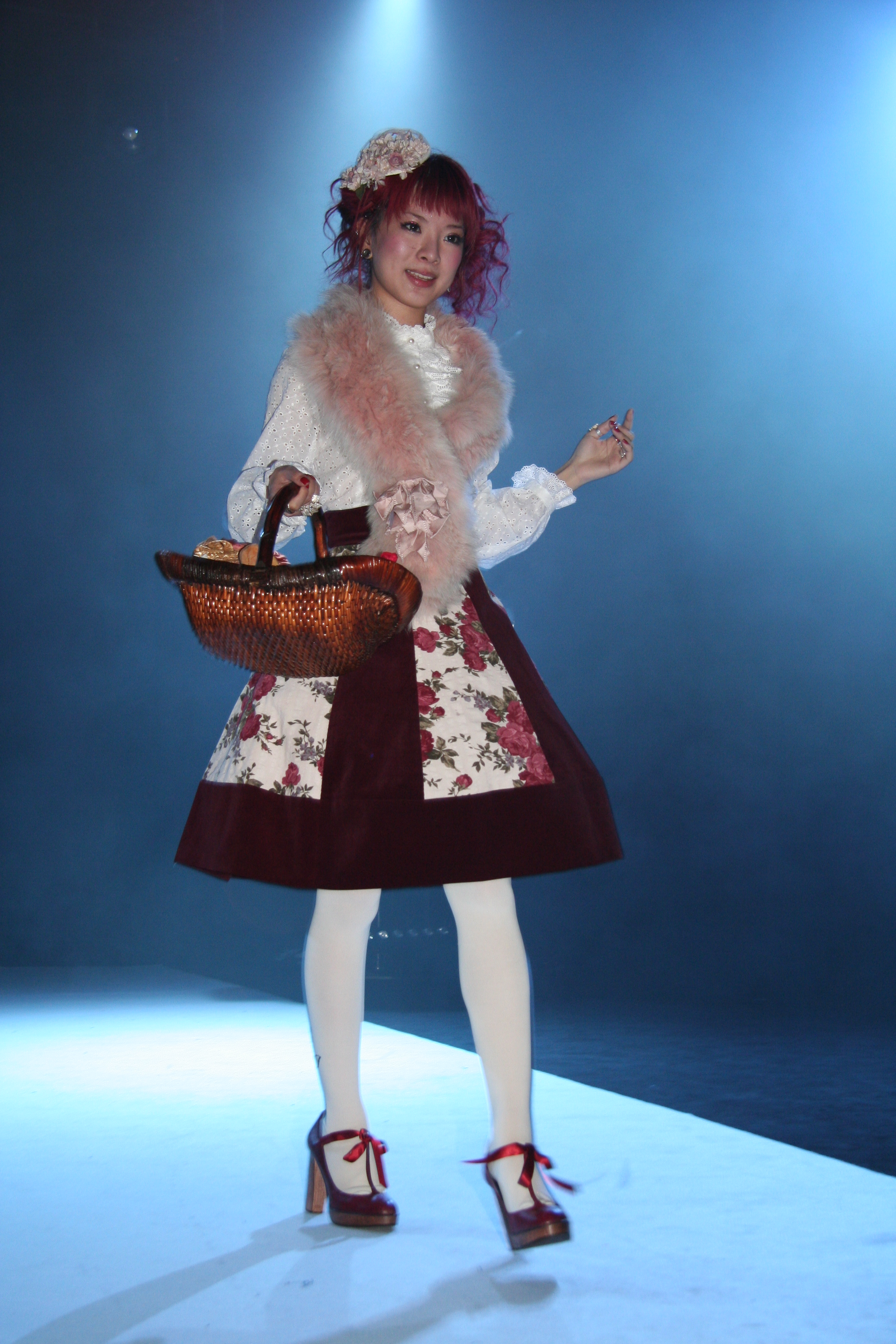
Nana Kitade al Japan Expo 2007

Nana Kitade iniziò a prendere lezioni di pianoforte all'età di 3 anni. A 12 anni iniziò a scrivere canzoni, mentre a 14 anni iniziò a suonare la chitarra. Poco prima di diplomarsi, si trasferì a Tokyo.
Nel 2002 fu scoperta dalla Sony Music, durante un provino. Nell'ottobre 2003, la Kitade fece il suo debutto, incidendo il singolo Kesenai Tsumi, che fu utilizzato come sigla finale della serie anime Fullmetal Alchemist. In seguito al successo della canzone, la Kitade incise altri quattro singoli e nell'agosto 2005 incise il suo primo album, intitolato 18 -eighteen-. Inoltre apparve per la prima volta in un concerto. Nana Kitade divenne così un'icona tra le adolescenti giapponesi, che iniziarono a imitare il suo modo di vestire, e comparve su numerose riviste.
Successivamente, la Kitade incise altri quattro album e divenne nota anche fuori dal Giappone, ricevendo inviti dagli Stati Uniti d'America e dalla Francia per partecipare a delle convention.

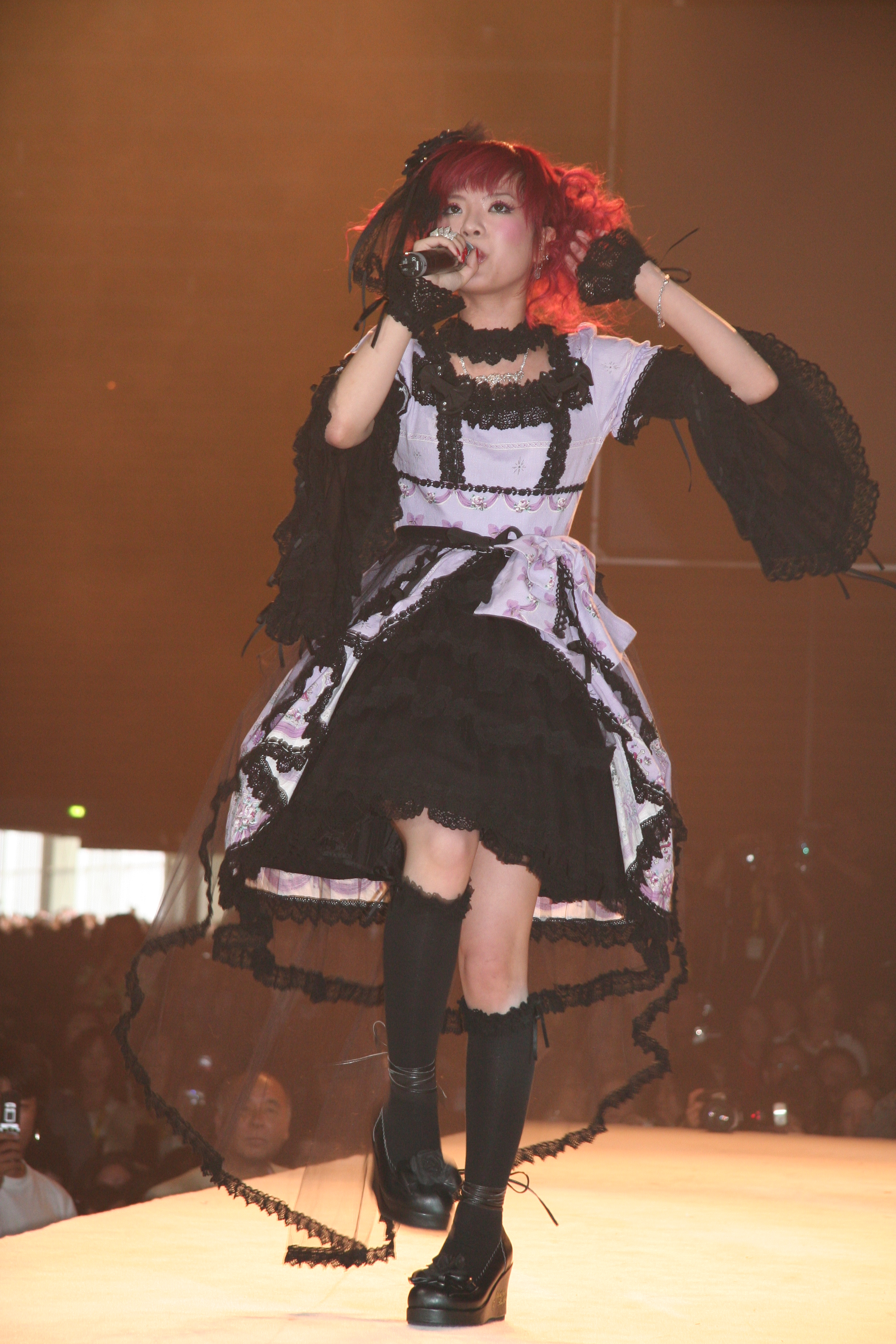
Nana Kitade in concerto al Japan Expo 2007

## Discografia

### Album
- 18 -eighteen- (2005)
- Cutie Bunny (～菜奈的ロック大作戦♥ コードネームはC.B.R.～) (2006)
- I scream (2006)
- Berry Berry Singles (BERRY BERRY SINGLES) (2007)
- Bondage (2009)

### Singoli
- Kesenai Tsumi (消せない罪) (2003)
- Utareru ame (撃たれる雨) (2004)
- Hold Heart (HOLD HEART) (2004)
- pureness/nanairo (pureness／七色) (2004)
- Kiss or Kiss (KISS or KISS) (2005)
- Kanashimi no Kizu (悲しみのキズ) (2005)
- Slave of Kiss (SLAVE of KISS) (2006)
- Kibou no Kakera (希望のカケラ) (2006)
- Antoinette Blue (アントワネットブルー) (2007)
- Suicides Love Story (SUICIDES LOVE STORY) (2008)
- Siren (2008)
- PUNK＆BABYs (2008)
- 月華-tsukihana (2009)